# 月眼美體鰻
月眼美體鰻，又稱月眼錐體糯鰻（學名：Ariosoma selenops），為輻鰭魚綱鰻鱺目糯鰻科的其中一個種，由Earl Desmond Reid於1934年所描述，分布於中西大西洋南美洲北部海域，深度348至549公尺，體長可達48.5公分，為底棲性魚類，肉食性，生活習性不明。